# Comissão Democrática Eleitoral
A Comissão Democrática Eleitoral (CDE) foi formada por elementos da oposição democrática ao regime autoritário do Estado Novo, em Portugal, para disputar as eleições legislativas de 1969.
Nos círculos de Lisboa, Porto e Braga, onde as incompatibilidades entre socialistas e comunistas impediram a apresentação de listas unitárias, as candidaturas da CDE agruparam elementos próximos do Partido Comunista Português, competindo com a Comissão Eleitoral de Unidade Democrática (CEUD), apoiada pela Acção Socialista Portuguesa, pelo voto dos opositores ao Estado Novo.
Personalidades como Pereira de Moura, Lindley Cintra, Jorge Sampaio e Mário Sottomayor Cardia envolveram-se na campanha da CDE de Lisboa, que recorreu a cartazes (com o "slogan" "O Voto do Povo"), sessões públicas (com grande afluência de público) e à divulgação de um programa eleitoral que se evidenciava ao criticar duramente a Guerra Colonial e o próprio fenómeno do colonialismo. A negociação com os movimentos independentistas africanos seria, para a CDE, a via para a paz.
Cortes da censura, limitações à difusão de propaganda e até agressões físicas a candidatos realizadas por elementos da Polícia Internacional e de Defesa do Estado (PIDE) e da Legião Portuguesa marcaram a campanha da CDE, que não elegeria qualquer deputado no escrutínio realizado no dia 26 de Outubro de 1969. As acções da CDE contribuíram, no entanto, para a consciencialização da população e a iniciação de muitos jovens na oposição ao Estado Novo.

## Resultados Eleitorais

### Eleições legislativas
| Data | Líder                      | CI. | Votos   | %              | +/- | Deputados | +/- | Status            | Notas |
| ---- | -------------------------- | --- | ------- | -------------- | --- | --------- | --- | ----------------- | ----- |
| 1969 | Francisco Pereira de Moura | 2.º | 114 745 | 10,29 / 100,00 |     | 0 / 130   |     | Extra-parlamentar |       |